# Chaco melloleitaoi
Chaco melloleitaoi is een spinnensoort in de taxonomische indeling van de bruine klapdeurspinnen (Nemesiidae).
Chaco melloleitaoi werd in 1971 beschreven door Bücherl, Timotheo & Lucas.